# Новошмидтовка
Новошмидтовка (укр. Новошмідтівка) — село в Новоодесском районе Николаевской области Украины.
Основано в 1841 году. Население по переписи 2001 года составляло 483 человек. Почтовый индекс — 56643. Телефонный код — 5167. Занимает площадь 1,239 км².

## Местный совет
56643, Николаевская обл., Новоодесский р-н, с. Новошмидтовка, ул. Центральная, 26